# KCNAB3
KCNAB3 (англ. Potassium voltage-gated channel subfamily A regulatory beta subunit 3) – білок, який кодується однойменним геном, розташованим у людей на короткому плечі 17-ї хромосоми. Довжина поліпептидного ланцюга білка становить 404 амінокислот, а молекулярна маса — 43 670.
| 10         |  | 20         |  | 30         |  | 40         |  | 50         |
| ---------- |  | ---------- |  | ---------- |  | ---------- |  | ---------- |
| MQVSIACTEQ |  | NLRSRSSEDR |  | LCGPRPGPGG |  | GNGGPAGGGH |  | GNPPGGGGSG |
| PKARAALVPR |  | PPAPAGALRE |  | STGRGTGMKY |  | RNLGKSGLRV |  | SCLGLGTWVT |
| FGSQISDETA |  | EDVLTVAYEH |  | GVNLFDTAEV |  | YAAGKAERTL |  | GNILKSKGWR |
| RSSYVITTKI |  | FWGGQAETER |  | GLSRKHIIEG |  | LRGSLERLQL |  | GYVDIVFANR |
| SDPNCPMEEI |  | VRAMTYVINQ |  | GLALYWGTSR |  | WGAAEIMEAY |  | SMARQFNLIP |
| PVCEQAEHHL |  | FQREKVEMQL |  | PELYHKIGVG |  | SVTWYPLACG |  | LITSKYDGRV |
| PDTCRASIKG |  | YQWLKDKVQS |  | EDGKKQQAKV |  | MDLLPVAHQL |  | GCTVAQLAIA |
| WCLRSEGVSS |  | VLLGVSSAEQ |  | LIEHLGALQV |  | LSQLTPQTVM |  | EIDGLLGNKP |
| HSKK       |  |            |  |            |  |            |  |            |

A: Аланін

C: Цистеїн

D: Аспарагінова кислота

E: Глутамінова кислота

F: Фенілаланін

G: Гліцин

H: Гістидин

I: Ізолейцин

K: Лізин

L: Лейцин

M: Метіонін

N: Аспарагін

P: Пролін

Q: Глутамін

R: Аргінін

S: Серин

T: Треонін

V: Валін

W: Триптофан

Кодований геном білок за функціями належить до іонних каналів, потенціалзалежних каналів. 
Задіяний у таких біологічних процесах, як транспорт іонів, транспорт, транспорт калію. 
Білок має сайт для зв'язування з калію. 
Локалізований у цитоплазмі.